# Vörös tinóru
A vörös tinóru (Suillellus queletii) a tinórufélék családjába tartozó, Európában honos, lomberdőkben élő, nyersen mérgező gombafaj. 

## Megjelenése
A vörös tinóru kalapja 5-20 cm széles, fiatalon félgömb alakú, majd domborúan, idősen majdnem laposan kiterül. Színe fakó narancssárgás, tégla- vagy narancsvörös, olajbarnás. Felszíne fiatalon finoman bársonyos, idősen csupasz. 
Húsa vastag; színe sárgás, a tönk tövében sötétvörös; sérülésre gyorsan kékül. Szaga nem jellegzetes, íze kissé savanykás. 
Termőrétege csöves. A pórusok szűkek. A csövek színe fiatalon sárga, később zöldessárgák; a nyílások narancsvörösek, vérvörösek. Nyomásra, sérülésre kékül.
Tönkje 10-15 cm magas és 2-3 cm vastag. Alakja hengeres vagy orsószerű. Színe felül sárga, a töve felé egyre intenzívebben vörös árnyalatú; alja sötétvörös. Felszíne finoman, vörösen pontozott, esetenként sima.
Spórapora olívbarna. Spórája ellipszis vagy majdnem orsó alakú, sima, mérete 9-14 x 4,5-7 µm

### Hasonló fajok
A mérgező sátántinóru, a csak alaposan megfőzve ehető változékony tinóru és az ehető piros tinóru hasonlít hozzá. 

## Elterjedése és termőhelye
Európában honos, inkább délen fordul elő. Magyarországon helyenként gyakori.
Meszes talajú lomberdőkben él, többnyire tölgy, ritkábban gyertyán, bükk, gesztenye alatt. Júniustól októberig terem. 
Nyersen mérgező, alaposan megfőzve-sütve ehető.

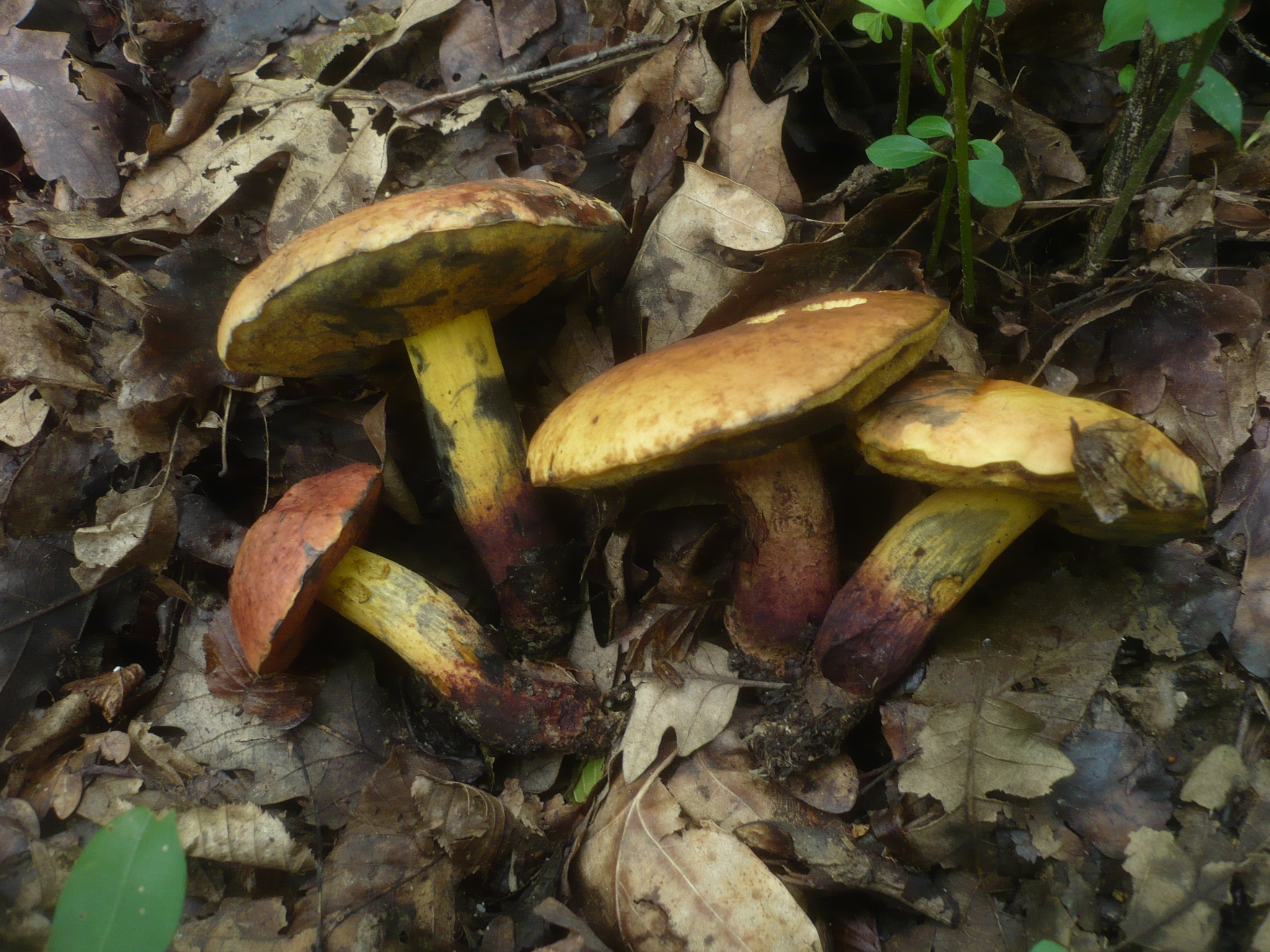
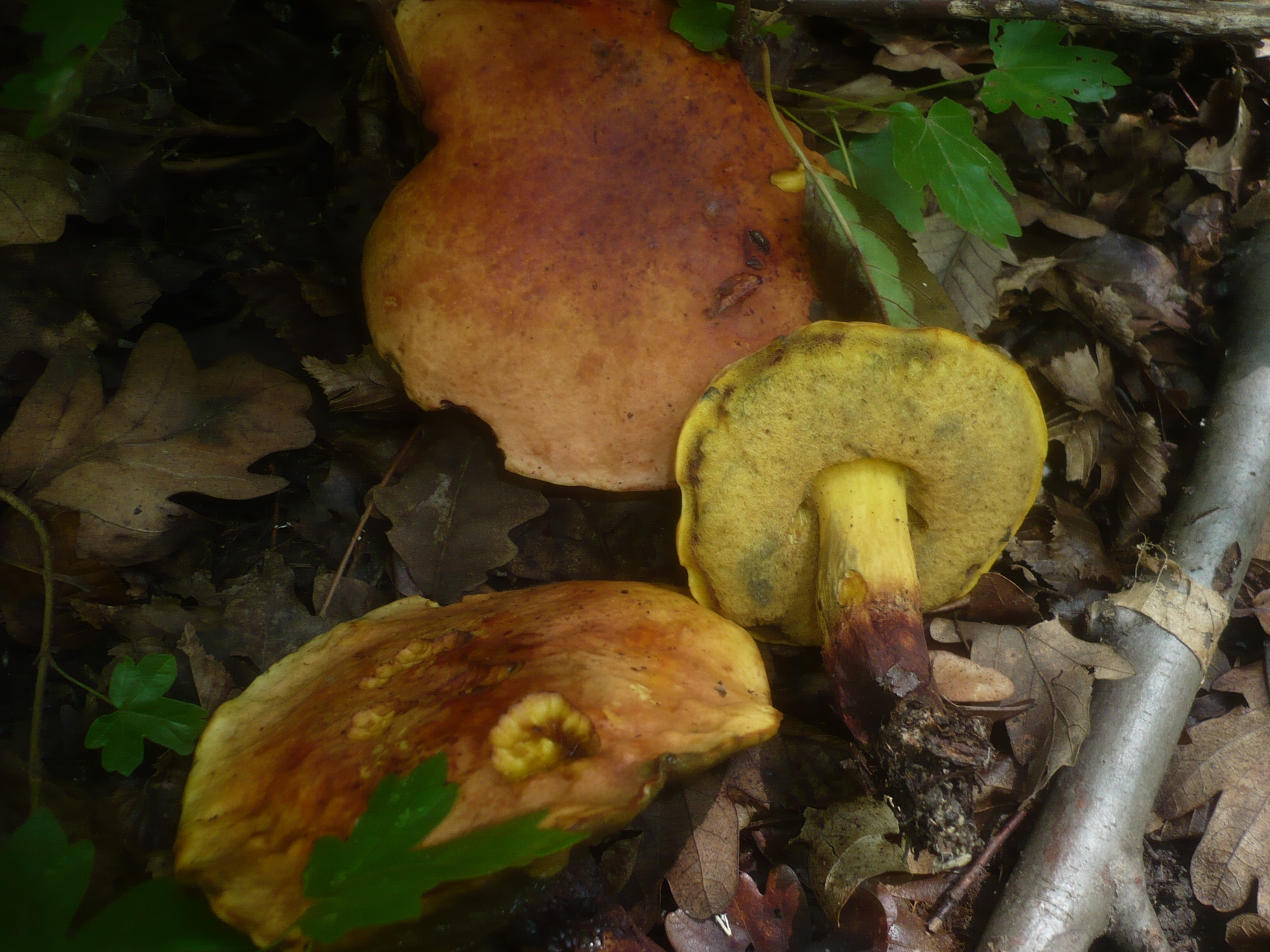
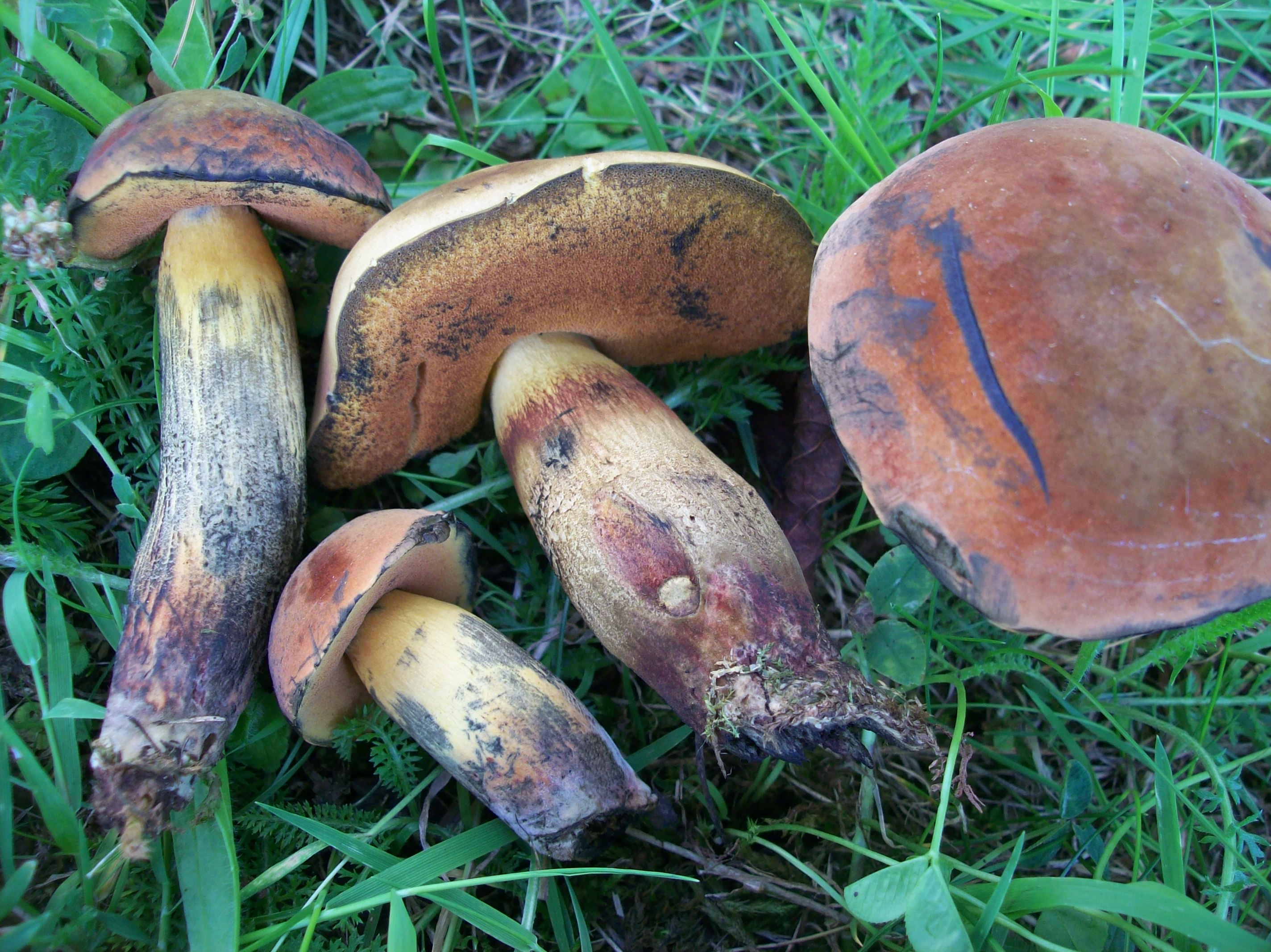
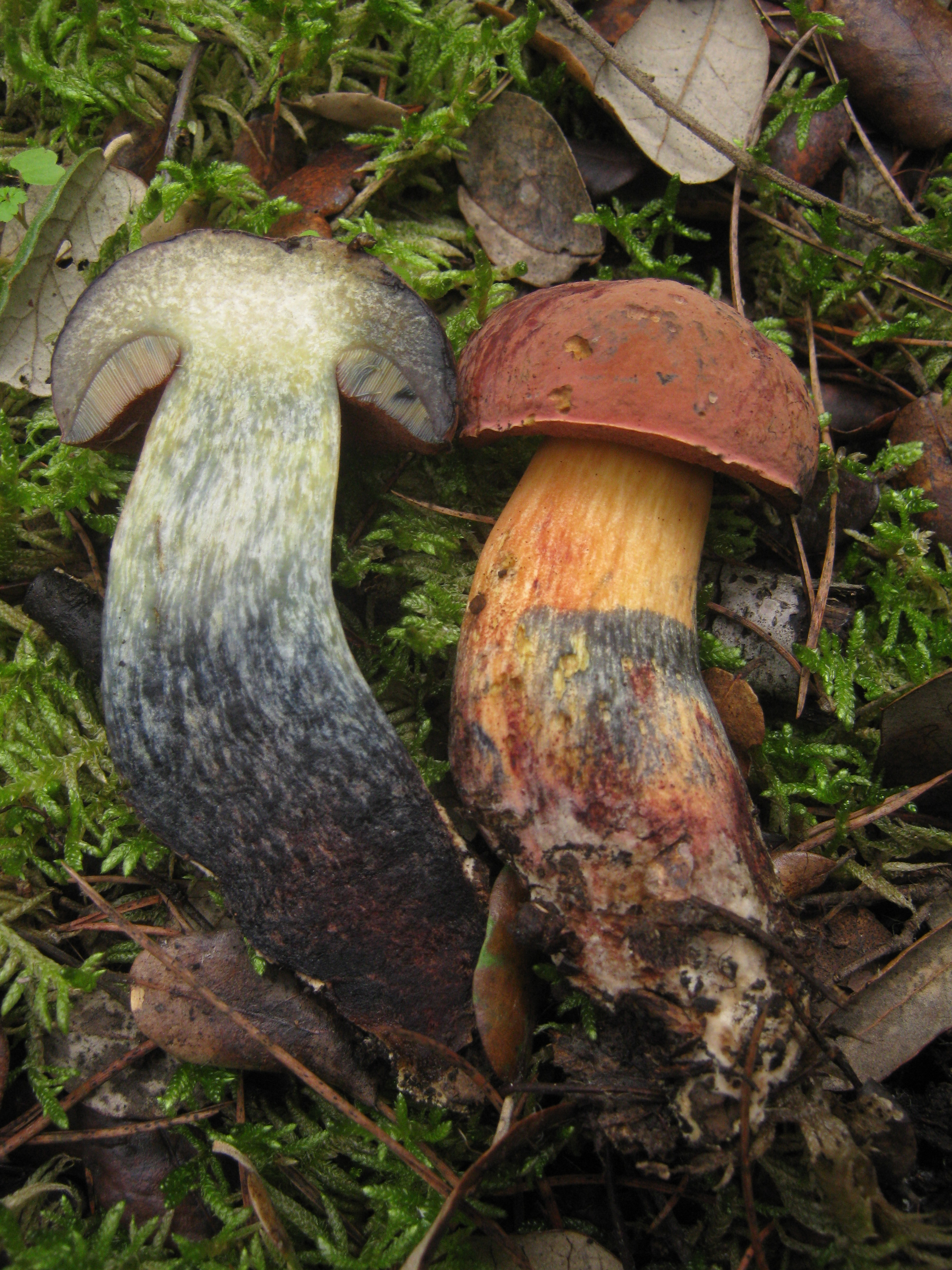
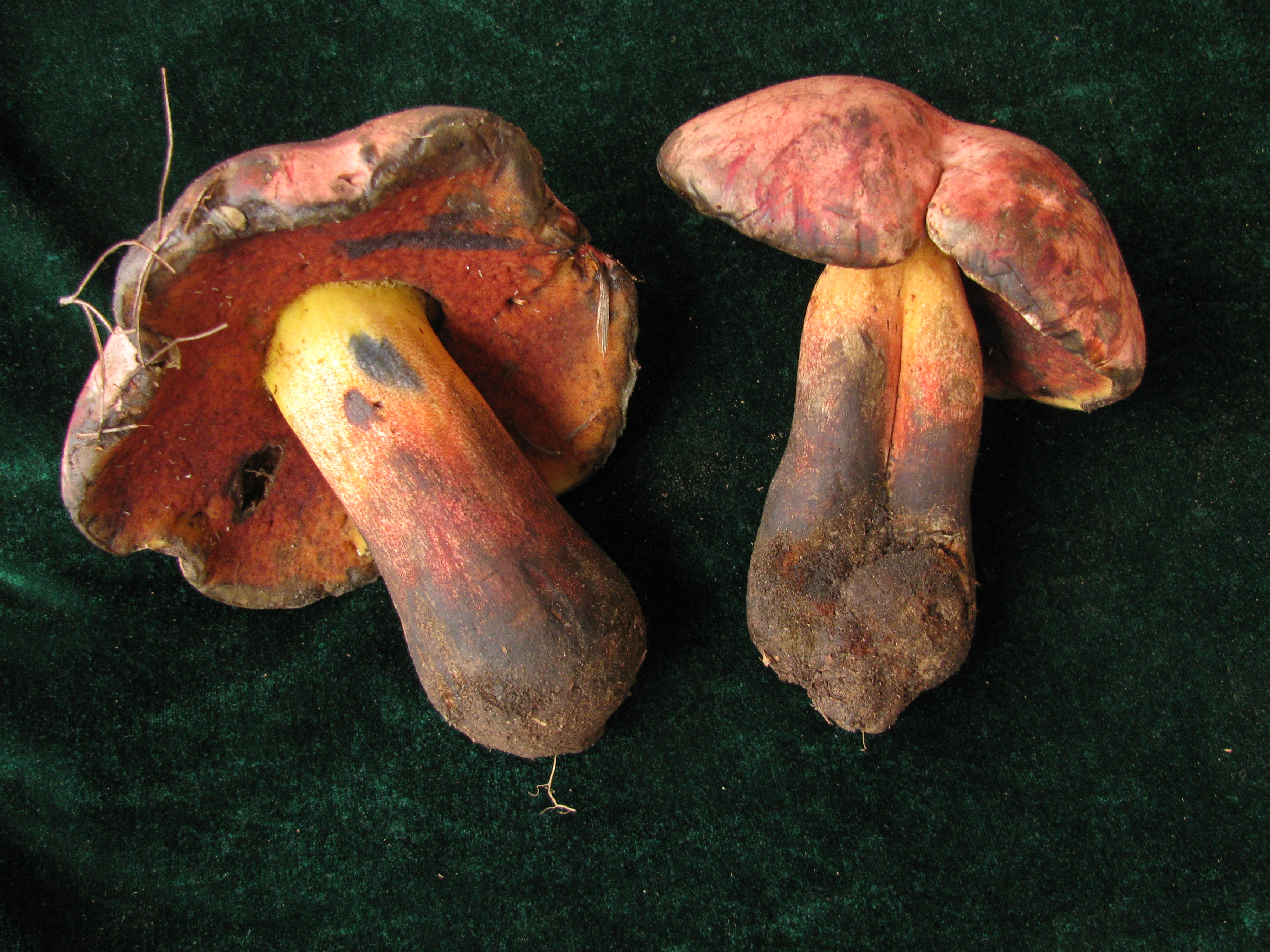